# Russell Teibert
Russell Teibert (Niagara Falls, Ontario, Canadá, 22 de diciembre de 1992) es un exfutbolista canadiense. Jugaba de centrocampista, y pasó toda su carrera en el Vancouver Whitecaps FC de su país. Fue internacional absoluto con la selección de Canadá.

## Trayectoria
Luego de un breve paso por las inferiores del Toronto FC, Teibert entró a las inferiores del Vancouver Whitecaps en 2008. Formó parte del Vancouver Whitecaps Residency de la USL Premier Development League en 2009 y 2010.
Fue promovido al primer equipo del club en la temporada 2010. Debutó profesionalmente el 31 de julio de 2010 en el empate 2-2 ante el Carolina RailHawks.
En 2011, el club incluyó al jugador en la primera temporada en la Major League Soccer, y firmó contrato con el club el 17 de marzo. Debutó en la MLS el 19 de marzo contra el Toronto FC. Anotó sus primeros dos goles el 11 de mayo de 2013 en la victoria por 3-1 sobre LA Galaxy. Teibert jugó en muchas posiciones durante sus primeros años, como extremo en 2011, defensa central en 2012 y como centrocampista en 2014, temporada en la que fue el capitán del equipo durante el Campeonato Canadiense de Fútbol 2014.
A pesar de perder regularidad en el equipo titular, el canadiense renovó su contrato con el club en 2017.
En julio de 2020 renovó su contrato con el club hasta el año 2023, con opción de extenderlo uno más.
Anunció su retiro como jugador el 1 de marzo de 2024, luego de 16 temporadas en los Whitecaps. Teibert fue contratado por el club como administrativo.

## Selección nacional
Teibert fue internacional a nivel juvenil con Canadá desde la sub-17 y disputó el Campeonato Sub-17 de la Concacaf de 2009. Fue nombrado jugador canadiense sub-17 del año en 2008 y 2009.
Debutó con la selección adulta de Canadá el 15 de agosto de 2012 en un encuentro amistoso contra Trinidad y Tobago. Teibert entró en el segundo tiempo por Patrice Bernier en la victoria por 2-0. Fue incluido por el entrenador Colin Miller para disputar la Copa de Oro de la Concacaf 2013. El 22 de junio fue citado a la Copa de Oro de la Concacaf 2015.
Continuó siendo un regular en la selección canadiense bajo la dirección de Octavio Zambrano, y fue convocado para disputar la Copa de Oro de la Concacaf 2017.
En mayo de 2019 fue uno de los 23 jugadores llamados a disputar la Copa de Oro de la Concacaf 2019.

### Participaciones en Copa de Oro
| Copa                            | Sede                                  | Resultado        |
| ------------------------------- | ------------------------------------- | ---------------- |
| Copa de Oro de la Concacaf 2013 | Estados Unidos                        | Fase de grupos   |
| Copa de Oro de la Concacaf 2015 | Estados Unidos · Canadá               | Fase de grupos   |
| Copa de Oro de la Concacaf 2017 | Estados Unidos                        | Cuartos de final |
| Copa de Oro de la Concacaf 2019 | Costa Rica · Estados Unidos · Jamaica | Cuartos de final |

## Estadísticas

### Clubes
Actualizado al último partido disputado el 23 de julio de 2020.
| Vancouver Whitecaps · Canadá |               |               |     |    |    |   |   |   |   |     |     |   |
| 2.ª | 2010          | 1             | 0   | -  | -  | - | - | - | - | 1   | 0   |   |
| Total club | Total club    | 1             | 0   | 0  | 0  | 0 | 0 | 0 | 0 | 1   | 0   |   |
| Vancouver Whitecaps FC · Canadá |               |               |     |    |    |   |   |   |   |     |     |   |
| 1.ª | 2011          | 11            | 0   | 4  | 0  | - | - | - | - | 15  | 0   |   |
| 1.ª | 2012          | 4             | 0   | 0  | 0  | - | - | - | - | 4   | 0   |   |
| 1.ª | 2013          | 24            | 2   | 4  | 0  | - | - | - | - | 28  | 2   |   |
| 1.ª | 2014          | 29            | 0   | 2  | 0  | - | - | - | - | 31  | 0   |   |
| 1.ª | 2015          | 24            | 0   | 3  | 0  | 3 | 0 | - | - | 30  | 0   |   |
| 1.ª | 2016          | 11            | 0   | 4  | 0  | 2 | 0 | - | - | 17  | 0   |   |
| 1.ª | 2017          | 12            | 0   | 2  | 0  | 2 | 0 | - | - | 16  | 0   |   |
| 1.ª | 2018          | 23            | 1   | 4  | 0  | - | - | - | - | 27  | 1   |   |
| 1.ª | 2019          | 27            | 0   | 1  | 0  | - | - | - | - | 28  | 0   |   |
| 1.ª | 2020          | 5             | 0   | 0  | 0  | - | - | 1 | 0 | 6   | 0   |   |
| Total club | Total club    | 169           | 3   | 24 | 0  | 7 | 0 | 1 | 0 | 202 | 3   |   |
| Total carrera | Total carrera | Total carrera | 170 | 3  | 24 | 0 | 7 | 0 | 1 | 0   | 203 | 3 |
| (1) Incluye datos del Campeonato Canadiense (2) Incluye datos de la Liga de Campeones de la Concacaf (3) Incluye datos del MLS is Back Tournament |               |               |     |    |    |   |   |   |   |     |     |   |

### Selección nacional
| Selección       | Temporada | Amistosos | Amistosos | Norteamérica | Norteamérica | Mundial | Mundial | Total | Total |
| Selección       | Temporada | Part.     | Goles     | Part.        | Goles        | Part.   | Goles   | Part. | Goles |
| --------------- | --------- | --------- | --------- | ------------ | ------------ | ------- | ------- | ----- | ----- |
| Adulta · Canadá | 2012      | 1         | 0         | -            | -            | -       | -       | 1     | 0     |
| Adulta · Canadá | 2013      | 5         | 0         | 1            | 0            | -       | -       | 6     | 0     |
| Adulta · Canadá | 2014      | 1         | 0         | -            | -            | -       | -       | 1     | 0     |
| Adulta · Canadá | 2015      | 4         | 0         | 5            | 1            | -       | -       | 9     | 1     |
| Adulta · Canadá | 2016      | 0         | 0         | 0            | 0            | -       | -       | 0     | 0     |
| Adulta · Canadá | 2017      | 1         | 0         | 2            | 0            | -       | -       | 3     | 0     |
| Adulta · Canadá | 2018      | 0         | 0         | 2            | 0            | -       | -       | 2     | 0     |
| Adulta · Canadá | 2019      | 1         | 0         | 3            | 0            | -       | -       | 3     | 0     |
| Adulta · Canadá | 2020      | 2         | 1         | -            | -            | -       | -       | 2     | 1     |
| Adulta · Canadá | Total     | 15        | 1         | 13           | 1            | 0       | 0       | 27    | 2     |

## Palmarés

### Títulos nacionales
| Título                | Club                   | País   | Año  |
| --------------------- | ---------------------- | ------ | ---- |
| Campeonato Canadiense | Vancouver Whitecaps FC | Canadá | 2015 |
| Campeonato Canadiense | Vancouver Whitecaps FC | Canadá | 2022 |

### Distinciones individuales
| Distinción                       | Año  |
| -------------------------------- | ---- |
| Jugador sub-17 del año de Canadá | 2008 |
| Jugador sub-17 del año de Canadá | 2009 |
| George Gross Memorial Trophy     | 2015 |

## Vida personal
Teibert es de ascendencia alemana e italiana.